# Лисичне
Лиси́чне — село Гродівської селищної громади Покровського району Донецької області, Україна. У селі мешкає 15 людей.

## Загальні відомості
Відстань до райцентру, з котрим село сполучається автошляхом місцевого значення, становить близько 26 км.

## Населення
За даними перепису 2001 року населення села становило 15 осіб, із них 53,33 % зазначили рідною мову українську та 46,67 % — російську.